# 比較言語学
比較言語学（ひかくげんごがく、英語: comparative linguistics）とは、言語学（歴史言語学）の一分野であり、親縁関係や同系性が推定される諸言語を比較することにより、同系性や親縁性（語族、語派）を見出したり、あるいは共通祖語を再構したりしようとする学問。
インドからヨーロッパの言語をまとめた「インド・ヨーロッパ語族」（印欧語族）に関するものが代表的。
一方、歴史的関係の解明を目的とせず、複数の言語を比較する研究は対照言語学と呼ばれ区別される。

## 方法と概要
- 基本的には音韻体系、言語形態、統語論、語彙など、さまざまな要素を複数の言語間で比較分析する。言語はつねに変化していくもので、とりわけ語彙は各時代の造語や流行の変化によって大きく変わることがある。しかし、音韻体系や統語論など、言語の構造に関する次元は変化しにくく、変化がある場合も法則を見出すことが可能である。そのため、方法論的には、音声学に基づいた音韻対応分析が有意な手続きとして用いられる。
- 比較方法とは、同系関係にある言語の間で維持された「同源語（cognate word）」を引き合わせそこになんらかの対応関係の規則を見出し、それに基づいて「祖語形（proto-form）」を再構する手続きのことである[1]。
- 比較言語学の手法は、同系性が前提とされる限り、どのような言語にも適応できる。たとえば、文献資料のないオーストロネシア語族にも使われ、数多くの成果をあげている。
- 印欧比較言語学の伝統に依拠するあまり、音韻対応が見出せない言語間の研究は認められない傾向がある。だが、音韻対応以外にも、言語比較が可能な方法論の構築は必須である。
- 一般に普及している言語の分類一覧も、比較言語学の成果をまとめたものである。
- なお、語族と人種は必ずしも一致しないが、Y染色体ハプログループ遺伝子との間にはある程度相関が認められる。

## 批判と現在の状況
印欧比較言語学への批判としてはフーゴ・シューハルト(1842-1927)の批判がある。そもそも比較言語学の研究方法が可能であったのは、比較対象であるそれぞれの言語が相互に比較できるほどの類似点を備えかつ独自の構造を持っていて、さらにそれらがほかの言語と混じり合うことなく、固有の発展を経てきたという前提に立つからである。しかし言語が相互に影響しあったり混じり合うという合成物であるとしたら、この方法は成立しない。シューハルトは比較言語学の静態的な前提でなく、言語は変化する動態的な存在であるとして、クレオール言語学への道を開いた。
むろんこうした批判をもって比較言語学が無効とするのは不当であり、比較言語学がこれまでに言語研究を深化させたことは否めない。シューハルトとは直接的な関係はないものの、20世紀の言語研究において、たとえばノーム・チョムスキーの生成文法論やローマン・ヤコブソン、クロード・レヴィ＝ストロースら構造主義の理論的進展によって、言語構造の内在的分析が重視され、比較言語学は旧態として批判的に受容されたこともあった。
また、少数言語が滅亡していくなか、フィールドワークや現地調査が優先され、比較言語学的な系統論はこれまで軽視されることもあった。
たとえば「アルタイ言語学」などの日本語系統論は戦前の政治的な背景を想起させるため戦後は忌避される傾向が強く、現在にいたっている。しかしアメリカやロシアの言語学ではアルタイ諸語の比較研究は現在でも継続されている。

## 比較言語学の歴史
以下、西欧における比較言語学について記述する。日本における比較言語学については項目日本語の起源などを参照。
ウィリアム・ジョーンズ(1746-1794)
比較言語学はウィリアム・ジョーンズ(1746-1794)が嚆矢とされる。ジョーンズはインドに判事として赴任するなか、1786年「On the Hindu's」においてサンスクリット語が古典ギリシャ語やラテン語と共通の起源を有する可能性があることを指摘した。当時インドはムスリムのムガル朝であり、公用語はペルシア語だった。ジョーンズはペルシア語を介さずに直接サンスクリット研究を始めた。すると、two(En.)-duo(Gr.)-dvi(サンスクリット）、me(En.)-me(Gr.)-mam(サンスクリット）など語彙だけでなく格変化においても対応関係が見られた。
ヤーコプ・グリム(1785-1863)
ヤーコプ・グリム(1785-1863)は1822年『Deutsche Grammatik』のなかでゲルマン語における子音推移（印欧祖語からゲルマン祖語への分化の過程で起きた音韻変化）の法則である「第一音声推移 Erste Lautverschiebung」について記述した。有声帯気音から有声破裂音への変化(bh → b：Bruder [独], brother [英]など）、有声破裂音から無声破裂音への変化(d → z/ts/ - t：duo [ラ] と zwei [独], two [英]など）、無声破裂音から無声摩擦音（帯気音）への変化(p → f:pater [ラ] と Vater [独], father [英]など）などがそれであるがこれは後にグリムの法則とも呼ばれる。またグリムは『ドイツ神話学』(1835)も著述し、比較言語学と比較神話学とは初期より連携しながら展開してきた。
ラスムス・ラスク(1787-1832)
デンマークのラスムス・ラスクは、アイスランド語、ゲルマン語、ギリシア語、ラテン語の子音法則を見いだし「古代ノルド語すなわちアイスランド語の起原に関する研究」(1818)を発表した。
フランツ・ボップ（1791-1867）
ボップはペルシャ語やサンスクリットを学び1816年「ギリシヤ・ラテン・ペルシャ・ゲルマン語動詞変化との比較におけるサンスクリットの動詞変化組織について」を発表した。
フリードリヒ・マックス・ミュラー（1823-1900)
マックス・ミュラーはボップやウジェーヌ・ビュルヌフの下でサンスクリットを学び、『リグ・ヴェーダ』の校訂・翻訳などを行なった。
ミシェル・ブレアル(1832-1915)
ミシェル・ブレアルは比較言語学以外にも意味論を構築した。1881年、ブレアルの講義を聴講しに来たソシュールを認め、パリ大学での講師に斡旋する。またアントワーヌ・メイエ(1866-1936)を育てた。ほかブレアルの神話学研究はデュメジルにも影響を与えた。
フェルディナン・ド・ソシュール(1857-1913)
ソシュールは一般言語学で有名だが、1878年に論文『インド・ヨーロッパ語における原始的母音体系についての覚え書き』を発表。これは印欧祖語の母音体系を明らかにしようとしたものである。この論文において提出された喉頭音仮説が、後にヒッタイト語解読によって実証され、20世紀の印欧祖語研究に大きな影響を与えることになる。
アントワーヌ・メイエ(1866-1936)
メイエはアルメニア語を専攻し、1905年からはコレージュ・ド・フランスの比較言語学教授。弟子にバンヴェニストとデュメジルがいる。
エミール・バンヴェニスト(1902-1976)
バンヴェニストは理論言語学やソグド語文書・バクトリア碑文の解読などでも秀れた業績を挙げた。その集大成である『インド＝ヨーロッパ諸制度語彙集』(1969)では、人類学・考古学・民族学・民俗学的観点から古代イラン語・ギリシア語・古代ゲルマン語・ゴート語・サンスクリット語・古代スラブ語・トカラ語・ヒッタイト語・古代アイルランド語その他に亘って膨大な言語史的事実をまとめた。